# مصافحة كشفية

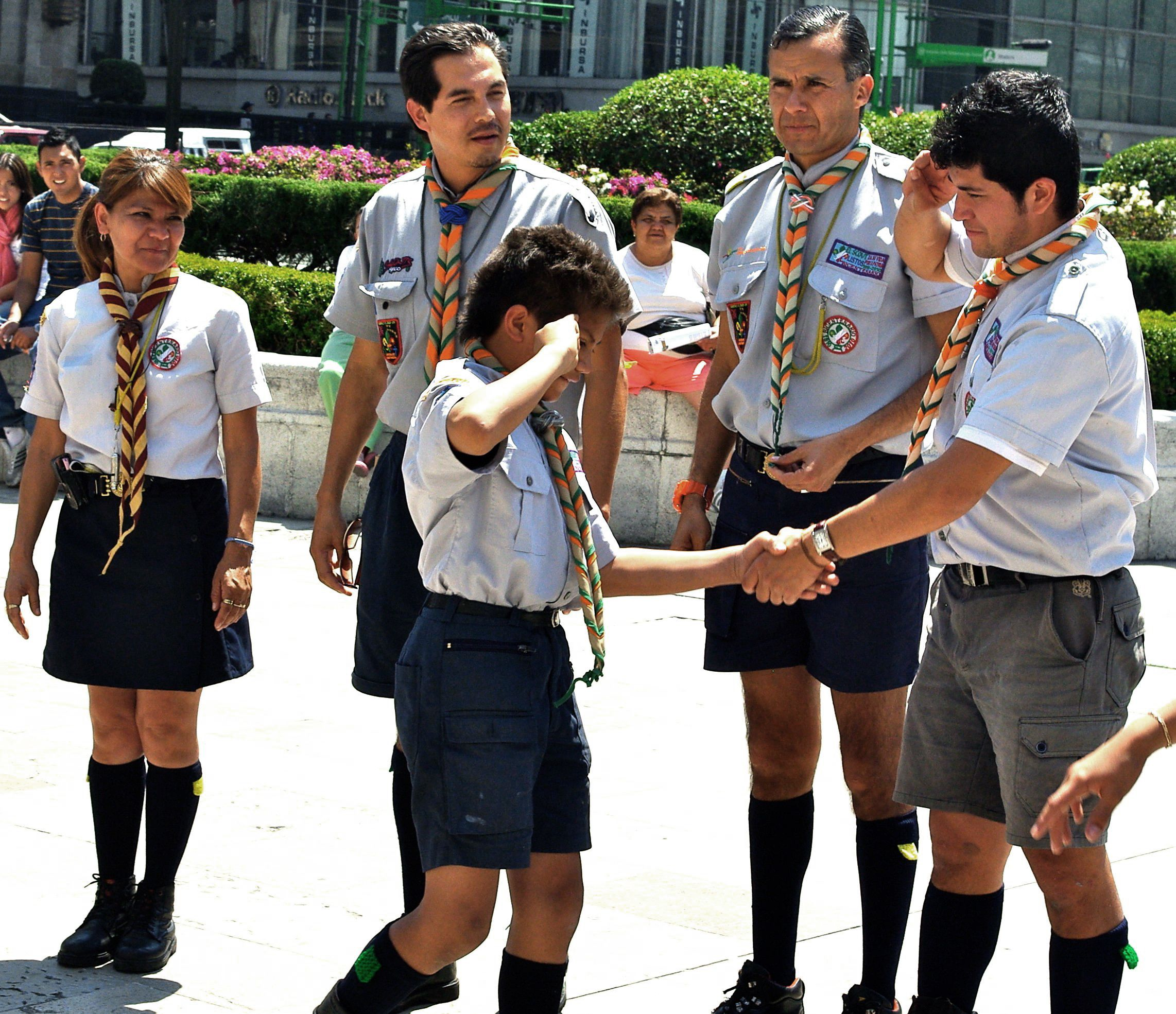

المصافحة الكشفي (أعسر) هي وسيلة رسمية لتحية الكشافة الأخرى من كلا الجنسين يستخدمها أعضاء المنظمات الكشفية والإرشادية في جميع أنحاء العالم عند تحية الكشافة أخرى. يتم إجراء المصافحة باليد الأقرب إلى القلب، وتقدم كعربون للصداقة. في معظم الحالات، يتم إجراء المصافحة بقوة، دون تشابك الأصابع ، والعديد من المنظمات فقط تستخدام هذه المصافحة عند كل الأشخاص الذين يرتدون الزي العسكري. هناك بعض الاختلافات في المصافحة بين المنظمات الكشفية الوطنية و بعض أقسام البرنامج.
يقول كتيب الكشافة عام 1935 الذي "بالاتفاق من قادة الكشافة في جميع أنحاء العالم، الكشافة تحية الأخ الكشافة مع دافئ الأيسر و قفل اليد."
وأيضا جميع أعضاء الرابطة العالمية للمرشدات وفتيات الكشافة يتبادلن المصافحة اليسرى، وعند اجتماع مرشدات وفتيات الكشافة الأخريات، فإنه يمكن استخدامها جنبا إلى جنب مع العلامة الكشفية ألا وهي القيام بها مع اليد 

## روابط خارجية
- قصة أصل المصافحة الكشفية
- BoyScoutTrail.com
- Scouter.com
- Tripod.com
- GirlScouts.org
- PineTreeWeb.com